# Andrij Hulyj-Hulenko

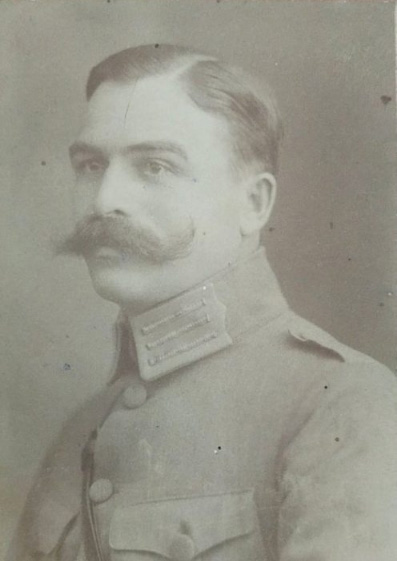
Andrij Hulyj-Hulenko (Zwischen 1918 & 1920)

Andrij Oleksijowytsch Hulyj-Hulenko (ukrainisch Андрій Олексійович Гулий-Гуленко, * Oktober 1886 in Nowoarchanhelsk, Gouvernement Cherson, Russisches Kaiserreich; † nach Januar 1926) war ein ukrainischer Offizier und Partisanenführer.

## Biografie
Er war Mitglied der Ukrainischen Partei der Sozialrevolutionäre. 1911 schloss er ein Studium am Institut für Land- und Forstwirtschaft in Nowa Aleksandria ab. Im Ersten Weltkrieg war er Stabskapitän der russischen kaiserlichen Armee. Er wurde verwundet und nach Bessarabien geschickt, wo er in der Forstwirtschaft und im Wasserbau arbeitete.
Nach der Februarrevolution 1917 schloss er sich der ukrainischen Bewegung an. Im Frühjahr 1917 wurde Hulyj-Hulenko in den Divisionsausschuss und von dort in den Revolutionsrat von Rumtscherod gewählt. Anschließend wurde er Delegierter des Allukrainischen Militärkongresses in Kiew. Nach seiner Rückkehr aus der Hauptstadt wurde er Mitglied des Ukrainischen Rates in Odessa. Er nahm die Funktionen der Zivilmacht wahr und bildete gleichzeitig nationale Militäreinheiten. Zudem nahm er am Aufstand gegen den Ukrainischen Staat teil. Er wurde zweimal verhaftet. Zunächst von Pawlo Skoropadskyjs Vertretern und dann von Anton Denikins Truppen.
1919 bildete Hulyj-Hulenko eine Rebellenabteilung in der Nähe von Jelisawetgrad. Er kämpfte gegen die Freiwilligenarmee, die Machnowschtschina und den regulären Einheiten der Bolschewiki und ihrer Anhänger.
Die Bauern waren gegen Denikins Politik. Hulyj-Hulenko organisierte in der Region zwischen Jelisawetgrad und Jassynuwata ein Rebellenkomitee und Aufstände. Es kam zum offenen Kampf mit Denikins Truppen. Hulyj-Hulenko erhielt vom Zentralkomitee der Aufständischen die Aufgabe, in Denikins hintere Reihen zu fallen und er bildete eine Abteilung von mehreren hundert Mann, mit denen er in den Regionen um Tschyhyryn und Snamjanka operierte.
Am 8. November 1919 brach Hulyj-Hulenko an der Spitze einer Abteilung von 300 Rebellen, bewaffnet mit zwei Kanonen und einem Dutzend Maschinengewehren, in Richtung Cholodnyj Jar in der Region Tscherkassy durch. Der dortige Kommandant Wassyl Tschutschupak erkannte Hulyj-Hulenko als Vertreter der Behörden der Ukrainischen Volksrepublik (UNR) an und unterstellte sich ihm. Sie heilten die Eisenbahn bis nach Katerynoslaw. Zudem stand Jelisawetgrad mehrere Tage lang unter ihrer Kontrolle.
Die Truppen der UNR, die im Zuge des Ersten Winterfeldzugs hinter der Weißen und Roten Armee manövrierten, näherten sich den von Hulyj-Hulenko besetzten Gebieten. Das Treffen, bei dem der Kommandant der UNR-Armee Mychajlo Omeljanowytsch-Pawlenko anwesend war, fand am 26. Januar 1920 im 22 km von Jelisawetgrad entfernten Dorf Wolodymyriwka statt.
Am 12. Februar 1920 schlossen sich Hulyj-Hulenkos Partisanen der Armee des Ersten Winterfeldzugs an. Er wurde Kommandant der 1. Saporischschja-Infanteriedivision. Sie manövrieren hinter dem Rücken der Bolschewiki. Gefechte mit großen Einheiten wurden vermieden, kleinere Einheiten wurden jedoch besiegt. Hulyj-Hulenko wurde zum Generalmajor befördert.
Im Herbst zogen die Ukrainer sich über den Sbrutsch nach Polen zurück. In der Zwischenzeit brach Hulyj-Hulenko mit seiner Abteilung nach Uman auf. Im Dezember 1920 erlitt er bei einer Schlacht bei Chrystyniwka Verletzungen und wurde einige Zeit wahrscheinlich unter einem ausländischen Namen auf sowjetischem Territorium behandelt. Anschließend wurde er entlang des Dnister nach Rumänien transportiert.

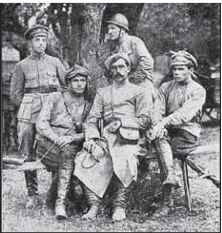
Hulyj-Hulenko als Kommandant der südlichen Rebellengruppe der Ukrainischen Volksrepublik, umgeben von Soldaten (1921)

Nach der Befreiung der Ukraine durch die Bolschewiki nahm im Frühjahr 1921 in Tarnów, wo sich zu dieser Zeit viele ukrainische Emigranten aufhielten, das Hauptquartier der aufständischen Partisanen unter der Führung von Generaloberst Jurij Tjutjunnyk seine Arbeit auf. Sie planten eine Offensive regulärer Einheiten, die vor Ort von Rebelleneinheiten unterstützt werden sollten. Symon Petljura ernannte Andrii Hulyj-Hulenko zum Kommandant der südlichen Rebellengruppe. Er sollte vom Territorium Rumäniens aus in die Ukraine eindringen, Odessa erobern und so die Aufmerksamkeit des sowjetischen Kommandos von den Aktionen der aus Polen vorrückenden Hauptrebellenkräfte ablenken.
Der Hauptsitz der südlichen Gruppe befand sich in Chișinău. An den Ufern des Dnister, an dem die rumänisch-sowjetische Grenze verlief, wurden Kontrollpunkte für den Grenzübertritt von Agenten und die Lieferung von Literatur und Waffen eingerichtet. Für die Untergrundarbeit stellte Hulyj-Hulenko etwa 140 Vorarbeiter und Kosaken aus Internierungslagern zur Verfügung. Im Herbst befahl Tjutjunnyk Hulyj-Hulenko in die Region um Uman zu ziehen. Dort sollte er auf die Ankunft der Saporischschja-Division unter Tjutjunnyks Führung warten. Dies war der Beginn des Zweiten Winterfeldzugs. In der Nacht des 17. Oktober überquerte Hulyj-Hulenko mit 17 in Uniformen der Roten Armee gekleideten Soldaten die Grenze. Sie rückten vor und erfuhren, dass Tjutjunnyks Einheit von Grigori Kotowskis Kavallerie besiegt wurde. Der Einsatz musste abgebrochen werden. Er wurde von bolschewistischen Truppen verhaftet, konnte entkommen und kehrte nach Bukarest zurück, wo er 1922 in der dortigen Gesandtschaft der UNR arbeitete.
Im Juni 1922 betrat er heimlich die Ukraine. Am 19. Juli 1922 verhaftete die GPU Hulyj-Hulenko, der zu dieser Zeit unter dem Namen Wassyl Swystunz in Odessa lebte. Er begann, ausführlich über die Aufstandsbewegung, das Untergrundnetzwerk, die ukrainische Emigration und die Sonderdienste Polens und Rumäniens auszusagen. Für die Geheimpolizei waren seine Aussagen eine Sensation. Er wurde unter Begleitung nach Charkiw, der Hauptstadt der Sowjetukraine, transportiert. Die „Reue“ des Offiziers wurde in der Presse veröffentlicht.
In der Anklageschrift wurde er der Spionage und „konterrevolutionären Aktivitäten“ beschuldigt. Laut seiner Aussage sei er nur in die Ukraine gekommen, um seinen Sohn abzuholen und nach Argentinien auszuwandern. Er wurde am 27. Mai 1925 bei einer Sondersitzung des Gerichts des Gouvernement Charkow zu 10 Jahren Haft mit Isolation und Beschlagnahmung seines Eigentums sowie einer Einschränkung seiner Rechte für zwei Jahre verurteilt. Die Dokumentation seiner Inhaftierung endete Ende Januar 1926.

## Nachwirkung
Aufgrund der Unvollkommenheit des Rechtsrahmens blieben die Fälle der Teilnehmer des ukrainischen Widerstands von 1917–1921 geheim, bis 2018 KGB-Dokumente freigegeben wurden. Dadurch konnte das Verfahren zur Prüfung dieser Fälle verbessert werden. Im Januar 2020 leitete der Sicherheitsdienst der Ukraine Archivakten von 53 Teilnehmern der ukrainischen Widerstandsbewegung gegen die Bolschewiki, darunter Hulyj-Hulenko, an die Nationale Kommission für Rehabilitation weiter.